# سحنون غريد

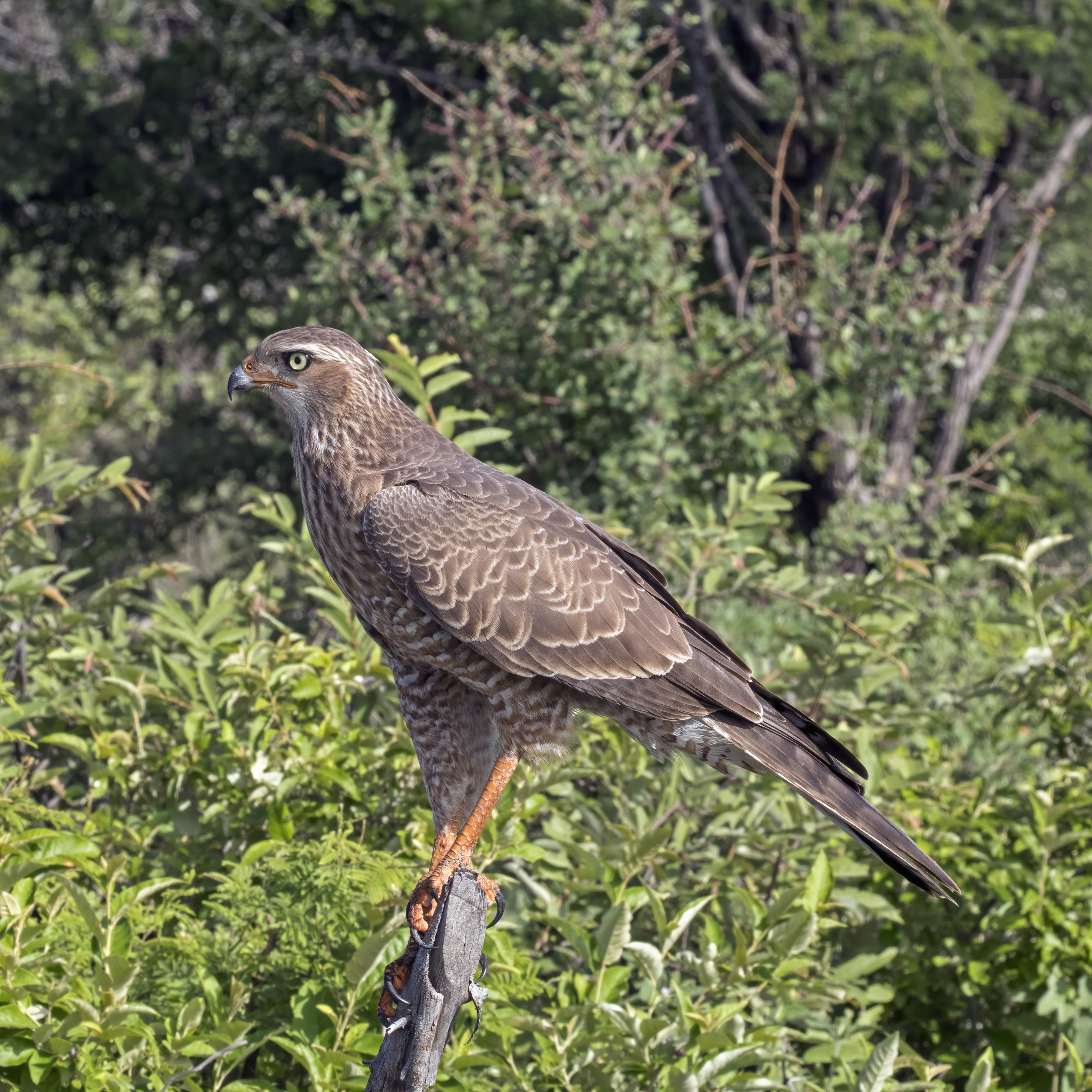
سحنون غريد فتي في نميبية

السحنون الغِرِّيد أو الباز المنشد الباهت هو طائر جارح من فصيلة البازية. يتكاثر هذا الصقر في جنوب إفريقيا وهو نوع مقيم في المناطق الجافة وشبه الصحراوية المفتوحة والتي يقل هطولها عن 75سم في السنة. وعادة ما يُرى وهو جالس على أعمدة الهاتف على جانب الطريق.